# Омар-паша
Омар-паша (араб. عمر باشا‎, груз. ომარ ფაშა; ум. 1776) — османский паша грузинского происхождения, правитель Османского Ирака (1762—1776) из мамлюкской династии.

## Предыстория
В 1638 году Мурад IV взял Багдад и установил контроль над междуречьем Тигра и Ефрата. В XVII веке конфликты с Персией ослабили силы Османской империи в Ираке. Ослабление центральной власти в Ираке привело к усилению племенной знати и вылилось в обострение вражды между суннитами и шиитами. Положение ухудшилось после вторжения племен бедуинов из Аравии. Бедуинские налёты на Ирак сильно разрушали экономику провинции. Курды под предводительством династия Бабан подняли восстание и начала вооружённые действия против османских войск, вскоре они овладели всем Иракским Курдистаном. Между 1625 и 1668 годами и с 1694 по 1701 год местные шейхи из рода Сиябов правили Басрой как независимые правители и игнорировали власть османского паши в Багдаде. Для наведения порядка в Ирак был отправлен Вали Карамании мамлюк грузинского происхождения Хасан Паша. С момента его назначения пашей Багдада начинается история мамлюкской династии в Ираке. Хасан Паша улучшил управление страной, наладил работу чиновничьего аппарата и обороноспособность провинции. Его сын и преемник Ахмад Паша продолжал политику отца, при нём было создано элитное подразделение состоящее из мамлюков «Грузинская гвардия». При преемнике и зяте Ахмада Паши Сулеймане-паше Абу-Лейле Ирак превратился в практически независимую провинцию. После смерти Сулеймана-паши Абу-Лейлы было семеро кандидатов на преемственность, и все они были из мамлюков. Спор за право наследовать Абу-Лейле привёл к конфликту между претендентами в котором победил Омар-паша.

## Биография
Омар-паша был сыном Ахмада-паши. После смерти Сулеймана Абу-Лейлы начался конфликт между семью его наследниками, также мамлюками по происхождению. Омар-паша пришёл к власти при помощи религиозной элиты Ирака и был ставленником Порты. Его главный конкурент Али-Паша был обвинён в связях с Персией.
Придя к власти, Омар-паша пытался максимально усилить свою власть, боролся с коррупцией, непокорными племенами бедуинов и родовыми кланами, продолжал политику автономизма, что в конечном итоге привело к недовольству Порты.
В 1772 году в Багдаде началась эпидемия чумы, что привело к нарушению гражданского порядка и мародёрству.
Другой серьёзной угрозой для мамлюкского правления было вторжение из Персии, чей правитель Карим-Хан вторгся в Ирак в 1776 году и захватил Басру. Правителем Басры он назначил своего брата Садиг-Хана.
Всё это привело к недовольству народа и мамлюков, этим воспользовалась Порта. В 1776 году султан отдал приказ вали Диарбекира Абдулле-паше, вали Мосула Сулейману-паше и вали Аль-Ракка Мустафе-паше осадить Багдад. Новым губернатором был назначен Мустафа-паша. Омару-паше удалось бежать, но его конь упал на землю, и паша сломал себе шею. Один из солдат отрубил его голову и отправили новому губернатору, который в свою очередь отправил её в Стамбул.